# Roth (Landkreis Altenkirchen)
Roth ist eine Ortsgemeinde im Landkreis Altenkirchen (Westerwald) in Rheinland-Pfalz. Sie gehört der Verbandsgemeinde Hamm (Sieg) an.

## Geographie
Roth liegt etwa drei Kilometer südwestlich von Wissen am Treffpunkt von Bundesstraße 256 und Bundesstraße 62.
Ortsteile sind Roth, Oettershagen, Hohensayn, Nisterbrück, Hämmerholz, Thal, Nisterau und Schlade.

## Geschichte
Der Ort Roth wurde erstmals 1487 im Mirakelbuch von Marienthal erwähnt.
Im Mittelalter zählte Roth zur Grafschaft Sayn. Nach der Einführung der Reformation in der Grafschaft Sayn wurden die Einwohner lutherisch und später reformiert. Nach der Landesteilung der Grafschaft Sayn im 17. Jahrhundert gehörte Roth zur Grafschaft Sayn-Hachenburg.
Roth bildete innerhalb des Kirchspiels Hamm einen „Sende“ genannten eigenen Verwaltungsbezirk, zu dem auch die Orte Hämmerholz, Hohensayn, Oettershagen und Thal gehörten. Die Grafschaft Sayn-Hachenburg war 1799 auf dem Erbweg an das Fürstentum Nassau-Weilburg gefallen, das 1806 im Herzogtum Nassau aufging.
Aufgrund der auf dem Wiener Kongress (1815) getroffenen Vereinbarungen wurde das Kirchspiel Hamm an das Königreich Preußen abgetreten. Unter der preußischen Verwaltung wurde Roth der Bürgermeisterei Hamm im neu errichten Kreis Altenkirchen zugeordnet, der von 1822 an zur Rheinprovinz gehörte.
Bevölkerungsentwicklung
Die Entwicklung der Einwohnerzahl von Roth, die Werte von 1871 bis 1987 beruhen auf Volkszählungen:

Einwohnerentwicklung von Roth von 1815 bis 2017 nach nebenstehender Tabelle

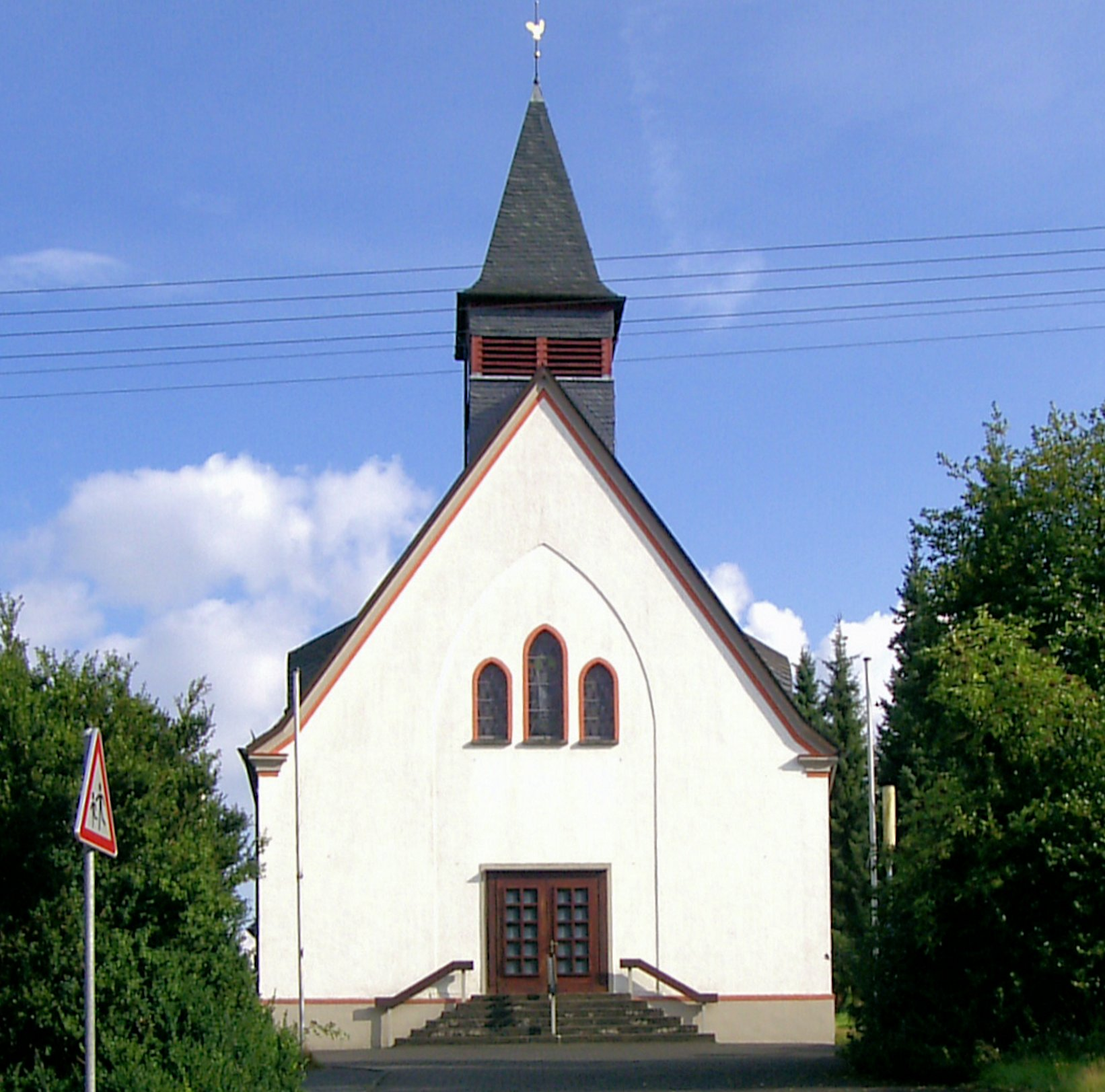
Kirche im Ortsteil Oettershagen

| Jahr | Einwohner |
| ---- | --------- |
| 1815 | 185       |
| 1835 | 336       |
| 1871 | 563       |
| 1905 | 699       |
| 1939 | 801       |
| 1950 | 921       |

| Jahr | Einwohner |
| ---- | --------- |
| 1961 | 1.044     |
| 1970 | 1.173     |
| 1987 | 1.247     |
| 2005 | 1.519     |
| 2011 | 1.474     |
| 2017 | 1.458     |

.

## Politik

### Gemeinderat
Der Gemeinderat in Roth besteht aus 16 Ratsmitgliedern, die bei der Kommunalwahl am 9. Juni 2024 in einer Mehrheitswahl gewählt wurden, und dem ehrenamtlichen Ortsbürgermeister als Vorsitzendem.

### Bürgermeister
Thomas Holzer wurde am 4. Juli 2024 Ortsbürgermeister von Roth, nachdem er bereits seit Anfang des Jahres als Erster Beigeordneter die Amtsgeschäfte vertretungsweise ausgeübt hatte. Bei der Direktwahl am 9. Juni 2024 war er als einziger Bewerber mit einem Stimmenanteil von 82,9 % für fünf Jahre gewählt worden.
Holzers Vorgänger Udo Hammer hatte das Amt seit 2012 inne und es mit Wirkung zum 31. Dezember 2023 vorzeitig niedergelegt.